# 7561 Patrickmichel
7561 Patrickmichel è un asteroide della fascia principale. Scoperto nel 1986, presenta un'orbita caratterizzata da un semiasse maggiore pari a 2,7757653 UA e da un'eccentricità di 0,2428903, inclinata di 9,82445° rispetto all'eclittica.